# Viola, Illinois
Viola är en ort i Mercer County i delstaten Illinois, USA.